# Asedio de Cefalonia
El asedio de Cefalonia (del 8 de noviembre al 24 de diciembre de 1500) fue un enfrentamiento bélico entre tropas otomanas y una coalición de venecianas, españolas y francesas, con victoria de las segundas, en la Isla de Cefalonia (parte del archipiélago jónico).

## Antecedentes
La tensa paz existente entre los Estados cristianos y el Imperio otomano se rompió en 1495, con la no aclarada muerte de Cem, hermano del sultán Bayaceto II y rehén del Papa Alejandro VI. A partir de ese momento, el sultán emprendió una enérgica ofensiva contra las posesiones venecianas en el Mar Jónico y las costas albanesas y balcánicas. Después de tomar varias plazas fuertes en el Peloponeso (como Patrás, Modona, Corone, Pilos y Naupacto) los turcos avanzaron por la ribera del Adriático conquistando Durazzo. Luego se apoderaron de Corfú con la intención de bloquear el Estrecho de Otranto y aislar así a la República.
Las sucesivas derrotas alarmaron al dogo Agostino Barbarigo, quien en 1500 pidió ayuda al Papa y a los Reyes Católicos, y les propuso formar una expedición coaligada para hacer frente a la amenaza turca. Ésta era descrita por los venecianos en términos muy preocupantes, advirtiendo con ello del peligro que podría correr toda la Cristiandad si no se actuaba con prontitud. No obstante, era algo exagerada en lo que respecta al occidente europeo, y la Serenissima temía más bien por la pérdida irreparable de sus importantes núcleos comerciales en levante. Barbarigo sugirió además que la expedición fuera dirigida por el militar español Gonzalo Fernández de Córdoba, quien había cobrado notoriedad, con el apelativo de Gran Capitán, en la reciente Primera Guerra de Italia.
Los reyes de España aceptaron acudir a la llamada de auxilio, confirmando a Córdoba como mando supremo de las fuerzas marítimas y terrestres conjuntas que se enviarían en misión defensiva y ofensiva al Mediterráneo oriental. Le otorgaron amplios poderes militares y de gobernación en la zona. También se sumó Francia, aunque con una aportación muy escasa. El Papado contribuyó pagando un diez por ciento de los gastos. Venecia preparó en total 53 buques: 18 galeazas, 25 galeras y 10 naos.
El contingente español, embarcado en 57 naves, zarpó del puerto de Málaga el 4 de junio de 1500. Después de bordear la costa este peninsular y hacer escala en Valencia, Palma de Mallorca y Cagliari (en Cerdeña), puso rumbo a Sicilia. La travesía se demoró en exceso debido a la ausencia de viento, y se agotó el agua, por lo que murieron varios hombres y caballos.
En Italia, varios destacamentos españoles provocaron altercados y motines por falta de paga. Al cabo de dos meses se impuso finalmente la disciplina entre la tropa, a la que se sumaron en ese tiempo 2.000 hombres más de apoyo para la protección de puertos y ciudades. Como parte del sistema defensivo del estrecho de Sicilia, el comendador Fernando de Valdés partió hacia Yerba para encargarse de su refuerzo.
El 27 de septiembre la escuadra española partió desde Mesina hacia el Jónico. El 2 de octubre tomó sin resistencia Corfú, abandonada por los turcos al percatarse de su llegada. A continuación hizo lo mismo, fácilmente, con Santa Maura, tras lo cual marchó a Zante, punto de reunión de las fuerzas coaligadas.
Por culpa del mal tiempo, solo una carraca (de cuatro previstas) al mando del vizconde de Ruan acudió a Zante por parte francesa, siendo ésta una aportación casi simbólica. De Venecia estaban la mayor parte de sus buques destinados a la campaña.

## Sitio de San Jorge
Estaba acordado de antemano ir hacia Modona, pero dado que ya habían comenzado el invierno y los temporales, el almirante veneciano Benedetto Pesaro, buen conocedor de la zona, aconsejó al Gran Capitán cambiar de planes y atacar Cefalonia, un poco más al norte de su actual posición. Esta isla (en manos turcas desde 1485) sufría menos tempestades, y su posesión, junto con la de la contigua Ítaca, permitiría a los aliados vigilar mejor los accesos al Golfo de Corinto y al Adriático.
Ya en Cefalonia, el grueso de la armada cristiana se adentró, a principios de noviembre, en el Golfo de Argostoli, donde quedaba a resguardo de los temporales. El resto se distribuyó por la isla. Al fondo de la citada ensenada se encontraba la fortaleza de San Jorge, donde se acantonaba la guarnición otomana de la isla. Era una orta (regimiento) de jenízaros, cuyo número oscila entre 300 y 700 según las fuentes. Éste sería pues el objetivo primordial.
El Gran Capitán empezó por intentar una negociación con el enemigo para evitar la batalla, y a tal efecto envió dos emisarios al castillo. El capitán de la guarnición, un albanés llamado Gisdar, aun conociendo a qué comandante y tropas se enfrentaba, rechazó cualquier tipo de rendición pactada e hizo saber a su rival que resistiría a ultranza el ataque. Regaló al comandante español un arco y un carcaj con flechas en sendas bandejas de oro, un gesto caballeroso pero a la vez arrogante.
El terreno circundante al castillo era escarpado y pedregoso, y dificultaba el emplazamiento de las piezas de artillería. No obstante, los atacantes pudieron situar algunas de ellas tras un montículo frente a la puerta. Más atrás se encontraban las tiendas de los altos mandos.
Comenzó las hostilidades la artillería hispano-veneciana, abriendo fuego sobre las murallas con basiliscos y bombardas, que sin embargo no produjeron el efecto deseado por la inestabilidad del suelo sobre el que se aposentaban. Entonces entró en acción Pedro Navarro, un hombre que se haría célebre por su uso de las minas militares. Ésta fue una de las primeras veces que las empleó. Consiguió con ellas derribar un lienzo, abriendo paso al ataque de la infantería, pero ésta se encontró luego con un segundo muro, que los defensores habían levantado tras localizar la posición de las minas. A pesar de ello se siguió intentando, aunque sin éxito, el asalto con escalas.
Los veteranos jenízaros de San Jorge eran diestros arqueros y repelieron varias ofensivas disparando flechas incendiarias y envenenadas. Asimismo arrojando piedras, derramando aceite hirviendo sobre los enemigos, e izándolos, para luego dejarlos caer, con unos garfios (llamados lobos por los españoles). Además de esta tenaz defensa, también se aventuraron a realizar incursiones nocturnas en campo cristiano, que fueron neutralizadas por los arcabuceros españoles. Incluso cavaron un túnel desde el castillo hasta el campamento enemigo, bajo el que pretendían alojar barriles de pólvora y hacerlos estallar. Sin embargo fueron descubiertos antes de ejecutar la acción.
Después de muchos días de acometidas infructuosas de los españoles, probaron suerte los venecianos. 2.000 de ellos se emplearon a fondo en el intento, pero fue en vano.
La pertinaz resistencia otomana estaba alargando más de lo previsto la estancia en Cefalonia, y en unas condiciones muy desfavorables: inclemencias meteorológicas, humedad marítima salitrosa, insalubridad (particularmente dañina para heridos y enfermos) y escasez de víveres. Para remediar esto último Gonzalo de Córdoba envió dos barcos a Calabria y Sicilia respectivamente que regresaron semanas más tarde con provisiones. Mientras tanto, el cargamento de avellanas y castañas de un mercante naufragado en las cercanías ayudó a paliar el hambre de la tropa.

### Asalto final
La situación era insostenible a largo plazo, teniendo en cuenta además la proximidad de bases otomanas. Por ello, hacia mediados de diciembre el Gran Capitán tomó la determinación de ejecutar un asalto definitivo.
Durante varios días se empleó con fuerte intensidad la artillería para castigar lo más posible las murallas. Y de nuevo Pedro Navarro contribuyó a ello con sus minas. La noche anterior al asalto final no cesó el bombardeo, al que se sumó el fuego de arcabucería, por lo que los defensores la pasaron en vela, en máxima alerta y esperando el inicio de un asalto nocturno en cualquier momento.
Al amanecer del día 24 de diciembre Córdoba animó a sus hombres con vehementes arengas y alusiones a los recientes triunfos españoles en Nápoles. De seguido, con él entre ellos, emprendieron la carga contra uno de los muros que parecían más débiles. Con ayuda de escalas y protegiéndose con rodelas lograron alcanzar el adarve. Se entabló entonces un combate durísimo, en el que ambos bandos se batieron con ferocidad, mientras se acumulaban caídos los muertos y heridos.
El general español abrió un segundo punto de choque en otra posición del castillo distante de la anterior, para dividir así por dos la intensidad y eficacia de la fuerza jenízara. En ambos lugares la lucha era encarnizada. Entonces Córdoba mandó traer un puente de madera construido durante la noche anterior, y lo dirigió a un tercer punto, por el que pasaron súbitamente hacia el interior de San Jorge varias capitanías de reserva que encontraron poca oposición, pues la maniobra sorprendió a los otomanos. El mismo general acompañó a sus hombres en la pelea, que ya en el interior se decantó hacia el lado cristiano. El capitán Gisdar y otros resistentes quedaron acorralados en un reducto, pero no se rindieron. Lucharon con coraje hasta la muerte del último hombre. Seguramente toda la guarnición otomana pereció en el asedio de Cefalonia, aunque según algunas fuentes hubo unos pocos supervivientes. Las bajas españolas fueron aproximadamente 360.

## Consecuencias
La armada española salió de Cefalonia (ya bajo control veneciano) a mediados de enero de 1501. Algunas galeras quedaron un tiempo en Corfú y el resto de la flota fue a Sicilia. Allá, la falta de alimentos y pagas causó una vez más malestar entre los soldados, que volvieron a crear grandes problemas de indisciplina, alborotos y graves abusos contra los civiles.
Aunque bajo la perspectiva estratégica global del Mediterráneo la victoria cristiana en Cefalonia no es de las más importantes, tuvo en su momento señalables repercusiones para los principales actores de ella. Sentó un precedente al romper la imbatibilidad del Imperio Otomano, que desde 1495 parecía imparable en su avance por el este de Europa. Se perdió así en parte el temor europeo al Gran Turco. Se cumplió el objetivo de alejar la amenaza que se cernía sobre Italia y los enclaves españoles. Venecia recuperó Cefalonia (que mantendría hasta 1797) y ganó un tiempo indispensable para reponer energías dentro su pugna particular con los otomanos.
Gonzalo Fernández de Córdoba vio acrecentada su fama como militar y recibió múltiples felicitaciones y agradecimientos. Y en especial de la República de Venecia, que le premió con el título de gentilhombre, un sueldo vitalicio y numerosos y valiosos regalos.
El sitio de Cefalonia guarda ciertas similitudes tácticas con el de Ostia, también dirigido por el Gran Capitán, cuatro años atrás, durante la Primera Guerra de Italia. El esquema básico consistiría en ejercer presión sobre el enemigo cercado en tres puntos: en el primero para provocar el desconcierto, en el segundo como estratagema para engañarle, y en el tercero para lanzar el asalto definitivo por sorpresa. En cualquier caso, la decisión final que tomó en la isla es una muestra de la capacidad que poseía Gonzalo de Córdoba para idear soluciones que le dieran la victoria en confrontaciones aparentemente estancadas.